# Девечер
Девечер (угор. Devecser) — місто в медьє Веспрем в  Угорщині. Населення 5211 осіб (2001).

## Історія
- 4 жовтня 2010 року — в місті було затоплено 400 будинків отруйними відходами — так званим «червоним шламом» — в результаті аварії на великому підприємстві з виробництва алюмінію Ajkai Timfoldgyar Zrt. (ЗАТ Глиноземський Завод, м. Айка)[1]